# Magnapinna sp. C
Magnapinna sp. C es una especie no descrita de calamares gigantes solamente conocida por un único espécimen de 79 mm de longitud de manto (ML) recogido en el sur del Océano Atlántico y retenido en el Museo de Historia Natural de Londres. Presenta varias características morfológicas: los tentáculos proximales son más finos que el par de brazos IV, la pigmentación está contenida en los cromatóforos, y los "nódulos blancos" están ausentes desde las aletas y regiones glandulares de los tentáculos proximales.
Magnapinna sp. C fue originalmente ilustrada en The Open Sea en 1956 e identificada como Octopodoteuthopsis.